# Bisdom Soissons

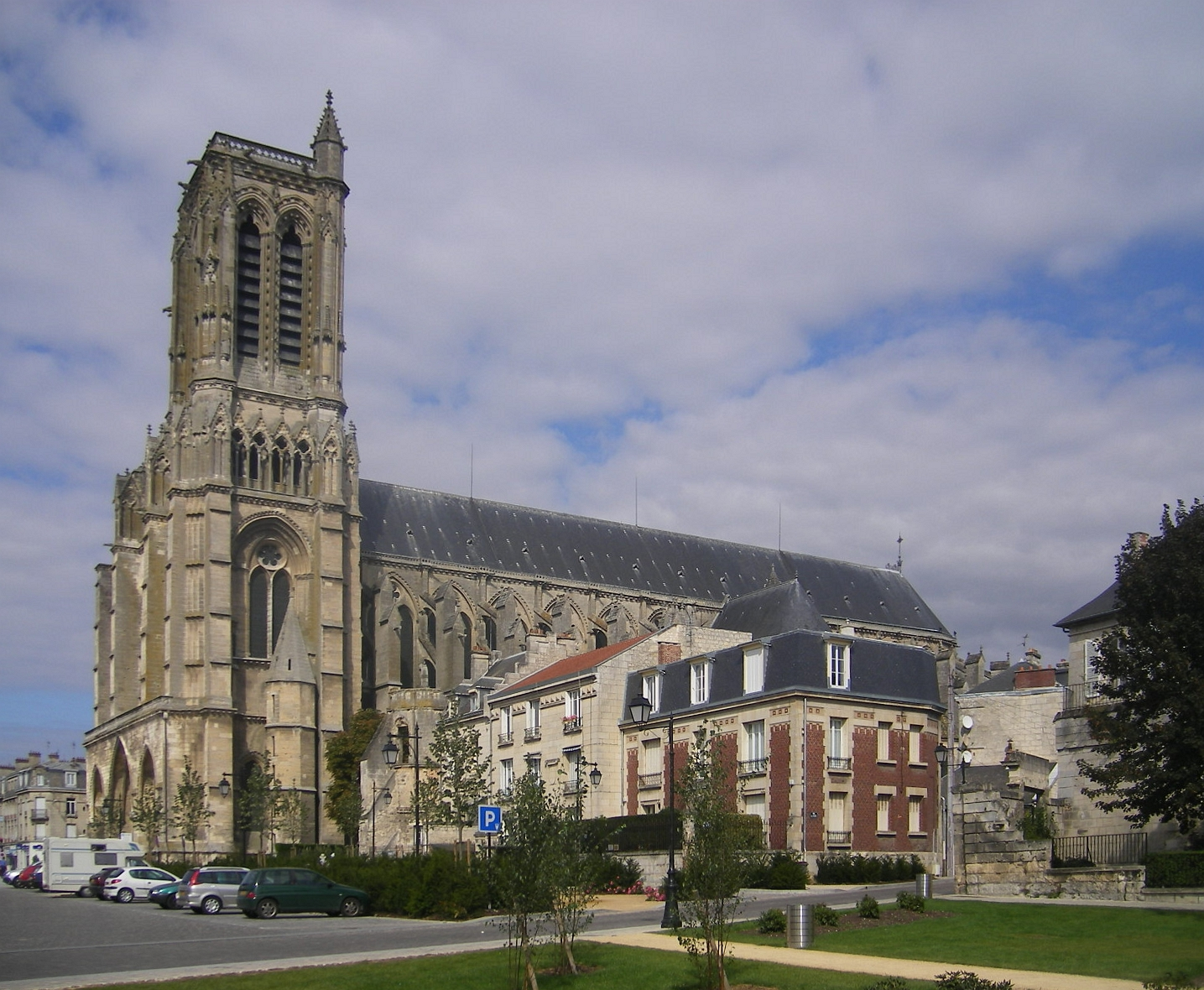
Kathedraal van Soissons

Het bisdom Soissons (Latijn: Dioecesis Suessionensis-Laudunensis-Sanquintinensis; Frans: Diocèse de Soissons, Laon et Saint-Quentin) is een rooms-katholiek bisdom met zetel in de Franse stad Soissons. De volledige naam van het bisdom is Soissons-Laon-Saint-Quentin.
Het bisdom werd opgericht in de Romeinse tijd en zou gesticht zijn door de heiligen Crispinus en Crispinianus in de 3e eeuw. Vandaag is het territorium van het bisdom Soissons deze van het Franse departement Aisne.
Het bisdom Soissons is een suffragaanbisdom van het aartsbisdom Reims. De bisschopskerk is de kathedraal van Saint-Gervais-et-Saint-Protais in Soissons.

Creatie van het huidige bisdom Soissons (1801): het oude bisdom Soissons kreeg erbij: het afgeschafte bisdom Laon en de stad Saint-Quentin (oosten van afgeschaft bisdom Noyon).

## Enkele bekende bisschoppen van Soissons
- Principius, broer van de heilige Remigius van Reims, 5e eeuw
- Abbo van Soissons, kanselier van koning Rudolf, 10e eeuw
- heilige Arnold van Soissons, 11e eeuw
- Jérôme Hennequin, 16e eeuw
- Charles de Bourlon, een van de bisschoppen die koning Lodewijk XIV zalfde in Reims, 17e eeuw

Volgens het bisdom zijn van de 105 bisschoppen van Soissons sinds de 3e eeuw er 12 heilig verklaard.

## Concilies van Soissons
Er vonden in Soissons meerdere (lokale) concilies plaats: namelijk in de jaren 744, 851-853, 858, 861, 862, 866, 899, 841, 1092, 1100, 1110, 1115, 1121, 1155, 1201 en 1455.

## Aisne
Na de Franse Revolutie werd het departement Aisne gecreëerd, genoemd naar de rivier Aisne. Het territorium van het bisdom Soissons werd vergroot tot de grenzen van het nieuwe departement Aisne. Dit alles werd vastgelegd in het Concordaat van 1801. Het departement Aisne, en dus het vergrote bisdom Soissons, was een samenvoeging van de volgende drie delen:
- het oude bisdom Soissons
- het afgeschafte bisdom Laon
- het oosten van het afgeschafte bisdom Noyon, namelijk de stad Saint-Quentin.

De bisschop van het nieuwe Soissons wenste deze vergroting ook in zijn naam te zien. Hij verkreeg in 1821 van paus Leo XII dat zijn bisdom de dubbele naam kreeg Soissons-Laon, in herinnering aan het verdwenen bisdom Laon. In 1901 kreeg de bisschop de drievoudige naam Soissons-Laon-Saint-Quentin, aangezien hij de naam wou bewaren van het bisdom Saint-Quentin dat ooit kortstondig in de 6e eeuw heeft bestaan.